# Verità supposte
Verità supposte è il secondo album in studio del rapper italiano Caparezza, pubblicato nel 2003 dalla Extra e dalla Labels.
L'album ottenne un notevole successo di pubblico soprattutto grazie al terzo singolo estratto Fuori dal tunnel, che permise al disco stesso di rimanere in classifica per una trentina di settimane, vendendo circa 130 000 copie in Italia. Verità supposte è inoltre presente nella classifica dei 100 dischi italiani più belli di sempre secondo Rolling Stone Italia alla posizione numero 28.

## Descrizione
I quattordici brani che compongono l'album sono caratterizzati da uno stile compositivo e da un rapporto qualitativo tra ricercatezza dei testi e delle rime, che differenziano Caparezza dagli altri rapper italiani già affermati. Le tematiche affrontate sono varie e spaziano dal rapporto dell'artista con la realtà sociale italiana, compresa quella della sua terra di origine (Giuda me) e con quella musicale (La legge dell'ortica), fino al razzismo (Vengo dalla Luna), alla denuncia per la cosiddetta TV spazzatura (L'età dei figuranti) e alla forte critica a tutte le guerre (Follie preferenziali). Non mancano tuttavia brani più personali, tra cui Limiti, Il secondo secondo me e Jodellavitanonhocapitouncazzo.
Dal punto di vista musicale, invece, Verità supposte presenta varie sperimentazioni sonore che si discostano dall'hip hop, passando dal nu metal di Dualismi (brano ispirato all'omonima poesia di Arrigo Boito) al tango di Stango e sbronzo fino all'elettronica di Vengo dalla Luna e al tip-tap nel finale di Fuori dal tunnel.
All'interno dell'album è inoltre presente il brano Nel paese dei balordi, la cui prima versione venne incisa nel 1998 per il demo Ricomincio da Capa.

## Tracce
Testi e musiche di Caparezza.
1. Il secondo secondo me – 4:14
2. Nessuna razza – 4:09
3. La legge dell'ortica – 3:50
4. Stango e sbronzo – 3:45
5. Limiti – 4:37
6. Vengo dalla Luna – 4:13
7. Dagli all'untore – 3:55
8. Fuori dal tunnel – 5:10
9. Giuda me – 3:28
10. Nel Paese dei balordi – 3:51
11. L'età dei figuranti – 3:49
12. Follie preferenziali – 4:10
13. Dualismi – 3:47
14. Jodellavitanonhocapitouncazzo – 4:05

Traccia multimediale
1. La sindrome di Lorena – 3:45

## Formazione
Musicisti
- Caparezza – voce, triton, MPC, rhodes (traccia 1), effetti sonori (tracce 1 e 11), wurlitzer (traccia 2), clavietta (traccia 3 e 5), cori (tracce 3, 5 e 11), pianoforte giocattolo e kaoss pad (traccia 8), battimani (traccia 11), air FX (traccia 14)
- Giovanni Astorino – violoncello (tracce 1 e 7), basso (tracce 2, 3, 5, 6 e 12), cori (tracce 3, 5 e 11), hi-hat (traccia 4), battimani (traccia 11)
- Alfredo Ferrero – chitarra, cori (tracce 3, 5 e 11), battimani (traccia 11)
- Rino Corrieri – batteria acustica (tracce 2, 3, 5, 6, 7, 12 e 13), cori (tracce 3, 5 e 11), rullanti da banda (traccia 8), battimani (traccia 11)
- Carlo Rossi – chitarra acustica (traccia 2), flauto dolce (traccia 3), arpa malgascia (traccia 9), basso (traccia 13)
- Gaetano Camporeale – effetti sonori (traccia 2), Triton arabeggiata (traccia 9)
- Roberta Ghezzi – voce aggiuntiva (traccia 3)
- Diegone (Medusa) – voce aggiuntiva (traccia 6)
- Giovanni Testini – sassofono baritono (traccia 8)
- Pasquale Turturro – tromba (traccia 8)
- Rino Colamaria – trombone (traccia 8)
- Jamba One – voce della presentatrice (traccia 11)
- Kojay Gutzemberg – jodel (traccia 14)

Produzione
- Carlo U. Rossi – produzione, arrangiamento, missaggio
- Antonio Baglio – mastering

## Classifiche

### Classifiche settimanali
| Classifica (2004) | Posizione massima |
| ----------------- | ----------------- |
| Italia            | 5                 |

### Classifiche di fine anno
| Classifica (2004) | Posizione |
| ----------------- | --------- |
| Italia            | 40        |